# De Wilde (windmolen)
De Wilde is een in 1898 gebouwde windmolen, gelegen aan de Nieuwe Rielseweg in de Nederlandse plaats Goirle. De molen is een beltmolen en is gebouwd als korenmolen. In 1936 brandde de molen uit en het restant werd korte tijd later verkocht, waarna de nieuwe eigenaar de molen herbouwde. In 1946 werd de molen verkocht aan C.J.Ch. de Wilde. De naam van de molen verwijst dus naar de laatste particuliere eigenaar. Molen De Wilde is sinds 5 november 1997 eigendom van de Stichting Akkermolens Goirle, die ook de andere Goirlese korenmolen De Visscher onderhoudt.
In de molen bevinden zich 2 koppel maalstenen. Dit is een koppel 17der (150 cm diameter) kunststenen, waarmee kan worden gemalen. Op de begane grond bevindt zich tevens een elektrisch aangedreven koppel 17der kunststenen. De wieken zijn Oudhollands, met een vlucht van 25,0 m. Het luiwerk, waarmee de zakken graan opgehesen worden, is een sleepluiwerk.